# Калезский договор
Калезский договор 28 октября 1532 года — соглашение об антитурецком союзе, заключённое после личной встречи королей Генриха VIII и Франциска I в Булони и Кале.

## Англо-французские отношения
Предыдущая встреча двух королей состоялась в 1520 году в Лагере золотой парчи, но вскоре после этих переговоров Генрих VIII вступил в союз с императором Карлом V и английские войска вторглись в Пикардию. Англо-имперский союз стал ослабевать в 1525 году, и закончился в 1526, когда при заключении мира с Францией император отказался делиться завоеваниями с англичанами. Кампании 1524—1525 годов на пикардийском театре военных действий были бесплодны, и английское участие не нанесло большого ущерба французам. Генрих VIII не простил Карлу его отказа и пренебрежения.
Уже в период пленения Франциска I Луиза Савойская начала зондировать почву для сближения с Англией. 30 августа 1525 был заключён договор о дружбе и союзе для освобождения Франциска. Выйдя на свободу, король Франции возобновил переговоры с Генрихом, и 8 августа 1526 заключил договор, согласно которому стороны обязывались не оказывать помощи императору. В войне Коньякской лиги Англия действовала в союзе с Францией, а отношения с империей становились все хуже, так как император был должен Генриху VIII значительную сумму, и не торопился её отдавать, ссылаясь на нехватку средств. Франциск сумел выкупить это кредитное обязательство (6.08.1529), несмотря на тяжёлое положения собственных государственных финансов, и использовал его для уплаты части собственного долга, по крайней мере, заплатив выкуп за своих детей. После этой услуги отношения между Англией и Францией потеплели.

## Дело о разводе
С 1527 года кардинал Уолси начал консультации с французами по вопросу развода Генриха, но парижский двор поначалу не мог дать определённого ответа. Во время своего посольства кардинал предложил связать оба королевства браком, выдвинув проект женитьбы Генриха, в случае развода, на принцессе Рене, сестре королевы Клод, или на дочери Франциска Мадлен, а дофина предлагал женить на Марии Тюдор. Эти проекты не вызвали интереса во Франции, и стоили Уолси утраты доверия при английском дворе.
В 1530 году, после смерти кардинала, англичане вернулись к обсуждению развода. Томас Болейн, граф Уилтшира, отец королевской конкубины, выяснял мнение французского двора во время своей поездки в Рим и на обратном пути. Франциск не возражал против положительного для Анны Болейн вердикта Сорбонны, но сам не спешил становиться на чью-либо сторону.
Интерес Франции к делу о разводе объяснялся пониманием того обстоятельства, что Генрих VIII даже в случае расторжения брака имел возможности восстановить союзные отношения с императором. Великий магистр Анн де Монморанси в письме королю Франциску указывал, что следует любым способом опередить Карла V.
Поскольку английский король хотел заручиться одобрением со стороны ведущих европейских университетов, Монморанси использовал своё влияние, чтобы добиться положительного результата в Сорбонне, для чего привлёк своих друзей епископа Байоннского Жана дю Белле и первого президента Парламента Лизе, которые помогли сломить сопротивление противника англичан знаменитого теолога Беда. 22 июня 1531 епископ объявил о том, что французские университеты поддерживают Генриха VIII. При этом высказывались подозрения, что дю Белле истолковал вердикт Сорбонны выгодным для себя образом.
Римская курия, недовольная декларациями Генриха, угрожала вызвать его на трибунал римской роты 19 декабря 1530. Для того, чтобы повлиять на папу Климента VII, английский посол Фрэнсис Брайант на обратном пути из Вены 16 января 1531 встретился с французским королём, попросив того направить папе собственноручное послание.
Кардинал де Грамон, получивший инструкции от Монморанси, в мае 1531 добился от папы отсрочки для Генриха VIII, находившегося под угрозой отлучения. Взамен великий магистр просил у английского посла Брайанта отсрочки выплаты французского долга английской короне, но Генрих VIII эту просьбу отклонил. С июля 1531 новый посол при папском дворе епископ Осерский в сотрудничестве с английским агентом Грегорио Казале и кардиналом Тривульцио предпринял новую попытку повлиять на папу, но Карл V опередил своих противников, оказав Клименту VII услугу возведением Алессандро Медичи в ранг герцога Флоренции (5 июля 1531). Это привело к охлаждению отношений Франции и Рима и дальнейшему сближению Франциска с Англией. Франциск по этому поводу заявил: «Между делами моего названного доброго брата и моими собственными я не делаю никакого различия».
В декабре 1531 из Англии прибыло посольство Стефана Гардинера, епископа Винчестера, пытавшегося добиться от Франциска новых усилий в поддержку короля Англии при папском дворе. В январе 1532 кардиналы Антуан Дюпра и Габриэль де Грамон написали папе Клименту, предложив создать особый трибунал для Англии, который разобрал бы дело о разводе.
Папа требовал разбирательства в Риме. Генрих VIII жаловался на то, что Святой престол не позволяет ему воспользоваться общим правом и решать вопрос в собственном королевстве. Большое число его подданных, которые должны были бы выступать как свидетели, не могло быть заслушано в Риме. При этом дело было слишком важным для того, чтобы давать показания через представителей. В Англии росло недовольство, так как сторонники Генриха сомневались в доброй воле папы, зная, что на того оказывает давление император.
Эсташ Шапюи, посол Карла в Лондоне, 24 декабря 1531 сообщал своему государю, что Винчестер отправился на континент, Ла-Поммере ведёт переговоры в Лондоне, король Франциск принял близко к сердцу дело о разводе и отправил епископа Байоннского в Рим, и все это может привести к непреодолимым затруднениям для империи со стороны Франции.

## Проект личной встречи королей
Первые предложения английских дипломатов провести личную встречу королей были приняты прохладно, так как в это же время свои предложения Франциску сделал Карл V, но Генрих VIII, добивавшийся свидания с ноября 1530, проявил большую настойчивость.
Франциск отговаривался тем обстоятельством, что зима — неподходящее время для свиданий, кроме того, он был занят присоединением Бретани к Франции и необходимостью представить новую королеву в различных городах.
Генрих продолжал настаивать на встрече, дав 12 января 1532 Гардинеру приказ добиться заключения союзного договора с Францией, но таким образом, чтобы инициатива исходила не от него, а от Франциска.
Возможно, в связи с этим в Вудсток и Амптхилл были направлены епископ Байонны Жан дю Белле и его брат Гийом, сеньор де Ланже.
В течение 1532 года было проведено множество переговоров, а 23 июня Жиль де Ла-Поммере и Томас Болейн, граф Уилтшира и Ормонда, подписали Лондонский трактат, подтверждавший прежние договоры и обязавший их государей оказывать друг другу негласное содействие против Карла V. В случае притеснения английских торговцев в Нидерландах правительством королевы Марии Венгерской Франциск обязался осуществлять ответные репрессалии против фламандских купцов во Франции.
В это время король Франции собрал Генеральные штаты Бретани в Ванне, и отпраздновал присоединение герцогства к короне, 24 августа торжественно введя королеву Элеонору в Нант.

## Подготовка конференции
В июле 1532 переговоры о встрече королей вступили в финальную стадию. 21 июля Ла-Поммере в письме великому магистру Монморанси из Амптхилла сообщал, что должен угрожать королю Англии разрывом отношений, если тот будет продолжать настаивать на праве местничества (préséance) и требовать, чтобы король Франции первым нанёс ему визит, прибыв в Кале, перед тем, как принять его в Булони.
При содействии постоянных и чрезвычайных послов Брайанта, Уоллопа, Ла-Поммере и Ланже герцог Норфолк и Монморанси договорились о церемониале. Было решено провести встречу скромно, чтобы не вызывать воспоминаний о лагере Золотой парчи. В депеше епископу Осерскому Франсуа де Дентевилю от 10 сентября французский посол сообщил, что на этот раз с королями будет минимальное число сопровождающих, не будет ни золотой, ни серебряной парчи, кроме как на самих суверенах и дамах, если те будут их сопровождать. От участия в церемонии королевы Элеоноры отказались, так как её испанский костюм мог вызвать у англичан неприятные ассоциации с бывшей королевой Екатериной Арагонской.
Формально целью встречи было заключение антитурецкого союза, а не дело о разводе, но Генриху VIII не удалось ввести в заблуждение имперского посла, который за восемь дней до встречи раскрыл его подлинные замыслы и объявил о них.
После решения вопроса о том, кто будет первенствовать на встрече, великий магистр Анн де Монморанси, специально назначенный 12 сентября генеральным наместником на северо-восточной границе, получил приказ о подготовке. Для обеспечения безопасности мероприятия на границах Пикардии тайно была собрана небольшая армия, готовая, в случае каких-либо враждебных действий со стороны испанских или немецких гарнизонов, отразить нападение. Из Булони к этим войскам был послан дофин, присутствие которого должно было их воодушевить.
Булонская артиллерия была усилена орудиями из трёх других крепостей: Амьена, Абвиля и Монтрёя. Были созваны двести дворян Палаты короля. Свита королей была ограничена шестью сотнями тяжеловооруженных всадников.
Анна Болейн, которую Генриху очень хотелось представить королю Франции, отказалась покидать Кале. Франциск также прибыл на встречу без сопровождения придворных дам, оставшихся вместе с королевой в Амьене.
В Булони не было королевского дворца, а городской замок, несмотря на свои внушительные размеры, не был приспособлен для организации торжественных встреч, поэтому в качестве места проведения было выбрано аббатство Нотр-Дам в Верхнем городе.
Последние детали были оговорены 16 октября на встрече Монморанси с герцогами Норфолком и Саффолком в Сент-Энглевере, деревне, расположенной в 11 км от Кале и 23 км от Булони. Монморанси отправился вместе с англичанами в Кале, где был принят за королевским столом, и в тот же день вернулся в Булонь.

## Прибытие королей
Генрих VIII приказал Уортсли, гербовому королю Подвязки, с 20 сентября находиться в Кентербери, и известить о поездке на континент других гербовых королей, герольдов и сопровождающих. Регентство было поручено архиепископу Йоркскому, графу Сассексу и лорду Дарси.
11 октября король в пять часов утра отправился в путь на борту корабля «Swallow», и прибыл в порт Кале уже в десять часов, совершив переправу с необыкновенной быстротой.
Франциск I прибыл в Булонь 19 октября с многочисленным эскортом, в состав которого входили дофин и два его брата, многие принцы крови, король Наварры, 16 кардиналов и епископов, двести дворян Палаты короля, 105 французских стрелков сьера де Шавиньи, 105 стрелков сенешаля Аженуа, 100 тяжеловооруженных французских всадников, 105 стрелков роты сьера де Нансе, 80 швейцарских гвардейцев, под командованием маршала де Ламарка, 15 носильщиков, 12 фурьеров, четверо певчих, дурак Казо и более сотни слуг.
Генрих взял с собой герцогов Норфолка, Саффолка и Ричмонда, маркиза Эксетера, и многочисленную свиту графов, лордов и дворян, среди которых были виконт Рочфорд, брат Анны Болейн, Фрэнсис Брайан и Томас Кромвель, всего шесть сотен сеньоров и телохранителей, и 240 человек прислуги.

## Свидание в Булони
21 октября короли встретились возле Маркиза, не сходя с коней обнялись пять или шесть раз, после чего направились в Булонь. Франциск куртуазно предоставил своему гостю правую сторону в кортеже.
Спустившись к Маркизу, короли проехали рядом с Лёленгеном, где англо-французская граница проходила прямо через середину приходской церкви, служившей, благодаря этому обстоятельству, обычным местом переговоров.
На закате дня кортеж прибыл в Булонь. Навстречу ему выехали дети Франции Франсуа, Анри и Шарль в сопровождении нескольких кардиналов и епископов.
Перед воротами Фламенк король Франциск дал знак остановиться, и крепостная артиллерия приветствовала монархов несколькими залпами из всех орудий, произведя около тысячи выстрелов, слышных на расстоянии восьми лье.
Во вторник 22 октября короли участвовали в торжественной мессе, затем Генрих сыграл в мяч с детьми Франции и другими сеньорами.
В среду Франциск пригласил английских принцев за свой стол, где также присутствовали кардиналы Турнон и Грамон, Антуан Дюпра, граф Франсуа де Невер, маршал Флёранж, Барбезьё и Юмьер. Затем состоялась ещё одна партия игры в мяч.
В четверг Франциск презентовал Генриху шесть превосходных лошадей, а король Англии выписал детям Франции квитанцию на 300 000 золотых солнечных экю, или 650 000 турских ливров, для погашения долга за выкуп их отца. После мессы король Франции пожаловал цепи ордена Святого Михаила герцогам Норфолку и Саффолку, и сделал ценные подарки другим английским сеньорам.
Пикардийская армия (четыреста тяжеловооруженных всадников, размещённых в Гине и Ардре) оставалась в бездействии, так как испанцы не пытались произвести вылазки из своих крепостей.

## Свидание в Кале
В пятницу 25-го короли выехали из Булони. В Вимиле сыновья Франциска попрощались с Генрихом, и в сопровождении епископов повернули назад. В трёх или четырёх километрах от Кале Франциска приветствовал Генри Фицрой, бастард Генриха от Элизабет Блаунт, а форты встретили монархов салютом из трёх тысяч выстрелов пушек и аркебуз, причём французы отметили, что орудия Кале меньше калибром, чем булонские.
После вступления в город Генрих проводил гостей до их апартаментов, приготовленных в торговой резиденции, или бирже, которую англичане называли «Штапель» (The Staple), а французы впоследствии переименовали в Отель де Гиз. Это сооружение позднее перестраивалось, а в XVI веке представляло собой четырёхугольник с центральным двором.
В тот же день король Франции нанёс визит Анне Болейн, а вечером передал ей через прево Парижа алмаз в десять или двенадцать тысяч экю. Месяцем ранее метресса, за неимением лучшего, получила титул маркизы Пембрук, с доходом в тысячу фунтов стерлингов, или 25 000 турских ливров.
В субботу 26-го короли верхом отправились слушать мессу в церковь Нотр-Дам, а после обеда провели совещание со своими министрами.
В воскресенье Генрих пригласил Франциска на бои догов с быками и медведями, после чего было проведено состязание по рукопашному бою, в котором особенно отличились прелаты, а затем состоялся роскошный пир. В конце застолья в зал вошли дамы в масках, предводительствуемые Анной Болейн, леди Дерби, леди Мэри (возможно, Мэри Болейн), леди Фицуотер и леди Уоллоп. Танец был открыт Франциском и Анной Болейн, французские сеньоры пригласили остальных. Генрих просил дам не открывать лиц.
Если верить донесению Шапюи, Анна не удалилась вместе со всеми, а ещё около часа о чём-то говорила с Франциском у оконной амбразуры. Якобы, в этой беседе король Франции обещал не женить своего сына на папской племяннице, пока Климент не согласится на развод. Маркиза осталась довольной разговором, и в дальнейшем оставалась сторонницей Франции.

## Калезский договор
Пока продолжались увеселения, министры не прекращали работу, и 28 октября был подписан союзный договор против турок, захвативших часть Венгрии, а также дополнительный пакт, фиксировавший обязательства сторон для осуществления договора (по 80 тыс. воинов с каждой стороны). Кроме этого был добавлен вопрос о проведении собора, на чём настаивал император. По поводу развода договорились, что король Франциск пригласит папу на встречу и постарается убедить его удовлетворить прошение короля Англии, угрожая в противном случае присоединением Франции к английской схизме. Генрих надеялся, что Франциск официально объявит себя противником Рима, но король Франции был доволен тем, что поддержка развода рассорит Англию и Империю, и не собирался рвать отношения с римской церковью.
29 октября в церкви Нотр-Дам Анн де Монморанси и адмирал Брион получили орден Подвязки. В знак доверия Генри Фицрой, герцог Ричмонд, и граф Суррей, сын герцога Норфолка, были переданы Франциску на воспитание вместе с детьми Франции, и поручены заботам Монморанси. Тогда же Генрих подарил Франциску шесть лошадей, среди которых были превосходные скакуны.
29 октября короли выехали из Кале и расстались у Маркиза, чтобы больше уже никогда не увидеться. Франциск переночевал в Булони, 30-го отправился в Этапль, откуда 31 октября прибыл в Рю, где отпраздновал день Всех Святых. Затем король провёл некоторое время в Амьене с королевой Элеонорой, а 10 ноября кардиналы Турнон и Грамон отправились в Болонью, на переговоры с папой. Генрих оставался в Кале до 13 ноября.

## Последствия
На переговоры в Булони и Кале не были допущены представители третьих держав, послу Карла V и его коллегам, надеявшимся стать наблюдателями на конференции, было запрещено ехать дальше Абвиля. Император был недоволен англо-французским союзом, и уже 13 декабря 1532 провёл встречу с папой в Болонье. Там же 27 февраля 1533 была заключена римско-имперская лига, что вызвало тревогу во Франции, так как ожидалось, что Карл V привлечёт к новому объединению и других союзников. Французы выдвинули предложение о личной встрече сестёр — королев Франции и Венгрии, но император избежал дипломатической ловушки, запретив сестре видеться с Элеонорой.
Попытки французских и английских дипломатов повлиять на папу Климента не дали результата. Папской буллой Генрих VIII был отлучён от церкви. Франциск оказался в двусмысленном положении, так как одновременно находился в союзе и с Англией и с папой, которого в 1533 году торжественно принял в Марселе.
В действительности, в вопросе о разводе Франциск, хорошо представлявший печальные последствия, которые для обеих стран будет иметь разрыв Англии с Римом, пытался склонить Генриха к примирению с папой, а сам надеялся занять позицию посредника. В депеше графа де Симентеса Карлу V от 23 октября 1533 сообщалось, что «Король Франции заверил папу, что на своей встрече с Генрихом VIII в прошлом году он пытался отговорить того от женитьбы, или, по крайней мере, советовал ему выждать некоторое время».
При дворе Генриха VIII влияние перешло к группировке Кранмера, Кромвеля и Одли, а сторонники Рима остались в меньшинстве. Герцог Норфолк попал в опалу и был отозван с континента.
7 сентября 1533 союз Генриха VIII и Анны Болейн принёс плоды: в Гринвиче родилась принцесса Элизабет. Народ воспринял рождение девочки как кару небесную, а при дворе его сочли дурным предзнаменованием. Король был глубоко унижен. Льстецы и колдуны уверяли его, что родится наследник, и сам он был настолько в этом убеждён, что заранее просил Франциска стать восприемником при крещении. Король Франции долго тянул с ответом, и лишь 17 сентября направил из Арля послом Жана де Дентевиля, который должен был служить крестным отцом по представительству, от имени своего господина, в случае, если родится принц. В послании Франциск сообщал, что Екатерина Медичи, герцогиня Урбино, прибыла в Ниццу, а папа Климент 9 сентября выехал из Рима.
Узнав о прибытии папы в Марсель, Генрих VIII 7 ноября заявил Дентевилю, что если брак герцога Орлеанского и Екатерины Медичи не будет сопровождаться какими-либо действиями Святого престола в пользу Англии, то он перестанет считать короля Франции своим другом.
В последней попытке спасти ситуацию Франциск направил в Лондон Жана дю Белле, епископа Парижского, встретившегося с Генрихом VIII 17 декабря. Все английские дипломатические агенты, за исключением постоянного посла, покинули Марсель. При встрече с французским посланником Генрих излил свой гнев на поведение Франциска, но дю Белле, сам бывший убеждённым сторонником англо-французского союза и второго брака короля, постарался его успокоить.
При отъезде папы из Марселя 11 ноября разрыв с Англией ещё не был окончательным. Генрих колебался, и под давлением Жана дю Белле обещал направить в Рим своих прокуроров для достижения примирения.
В Риме не стали дожидаться попыток примирения со стороны Англии и, несмотря на усилия профранцузски настроенных кардиналов и прелатов, ожидавших прибытия английских полномочных представителей, Климент VII 23 марта 1534 объявил об окончательном отлучении. С этого времени в англо-французских отношениях наступило охлаждение, хотя Франциск не переставал направлять папе протесты против отлучения своего союзника и друга.
Несмотря на отказ от подчинения католической церкви Генрих VIII сохранил союзные отношения с империей, и в 1544 году вступил в войну с Францией как союзник Карла V. В ходе этой войны Булонь, бывшая местом свидания королей, была захвачена английскими войсками.

## Комментарии
1. ↑  Кардиналы де Турнон и де Грамон; Жорж де Бюсси, архиепископ Руанский; Пьер Пальмье, архиепископ Вьена; Клод де Лонгви де Живри, епископ Лангра; Луи Гийяр де Л’Эспишельер, епископ Шартрский; Антуан де Ласкарис де Тенде, епископ Лиможский; Оде де Колиньи де Шатийон, епископ Бове; Шарль Эмар де Денонвиль, епископ Маконский; Жак де Турнон, епископ Кастра; Жак Бабу де Тон, епископ Ангулема; Жан дю Белле, епископ Байонны; Жан Левассёр, епископ Эврё, все на прекрасных лошадях (Hamy, p. 64)
2. ↑  На самом деле брачный контракт уже был составлен и подписан папой. По мнению Альфреда Ами, либо слухи о содержании беседы были лживыми, либо Франциск дал заведомо ложные обещания (Hamy, p. 77)
3. ↑  Со стороны Франции канцлер и кардинал-легат Антуан Дюпра, великий магистр Анн де Монморанси и адмирал Филипп Шабо; со стороны Англии герцоги Норфолк и Саффолк, и канцлер Стефан Гардинер, епископ Винчестера (Decrue, p. 198)
4. ↑  По меткому замечанию Декрю, «Турком», против которого был направлен договор, очень легко мог оказаться сам император (Decrue, p. 199)